# 石棚

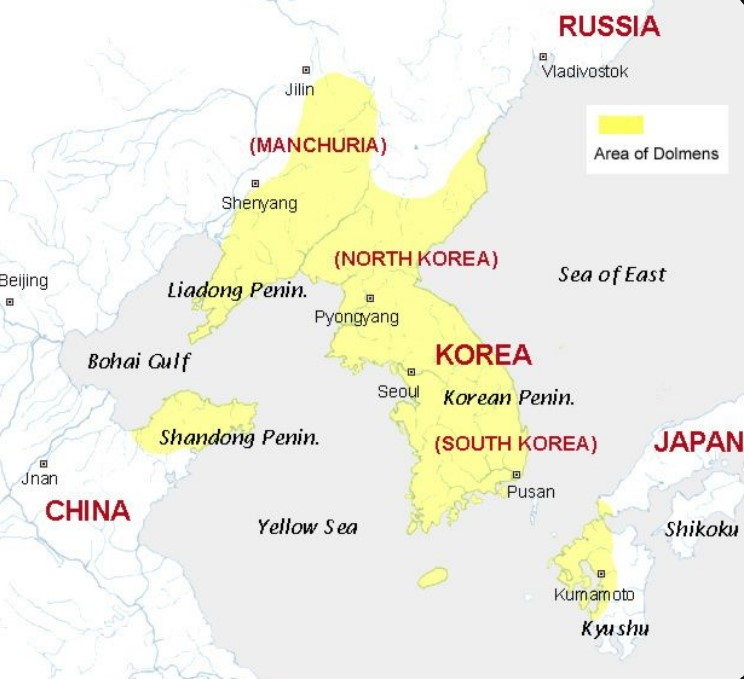
石棚在东北亚的分布

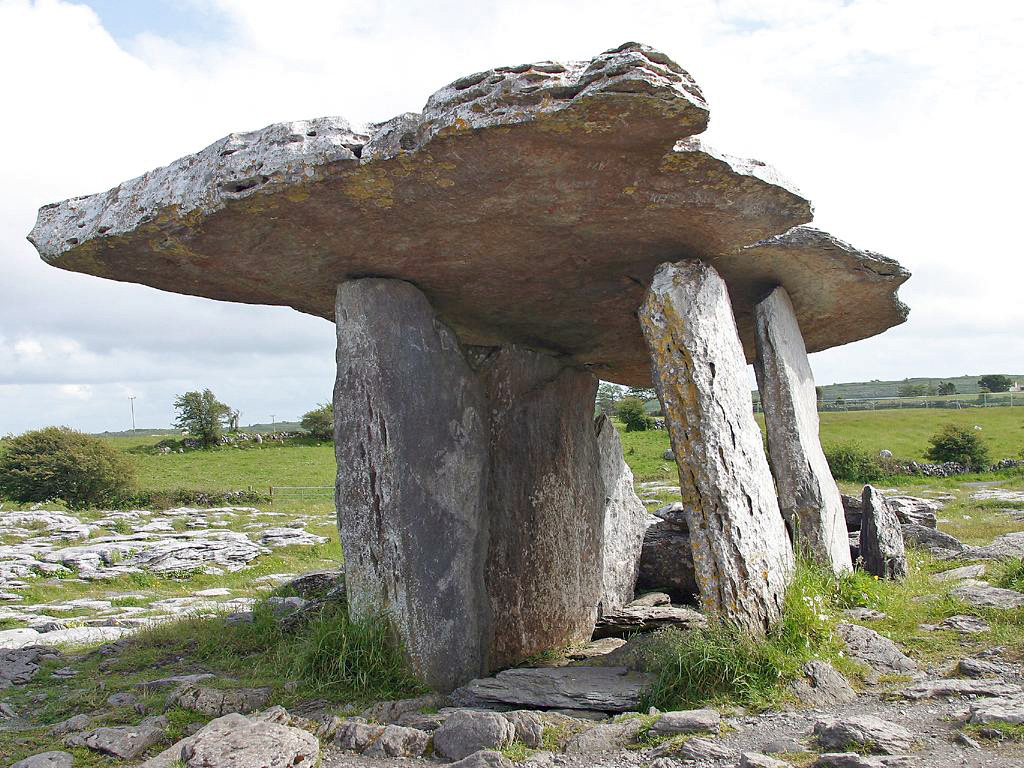
愛爾蘭地區的一座石棚

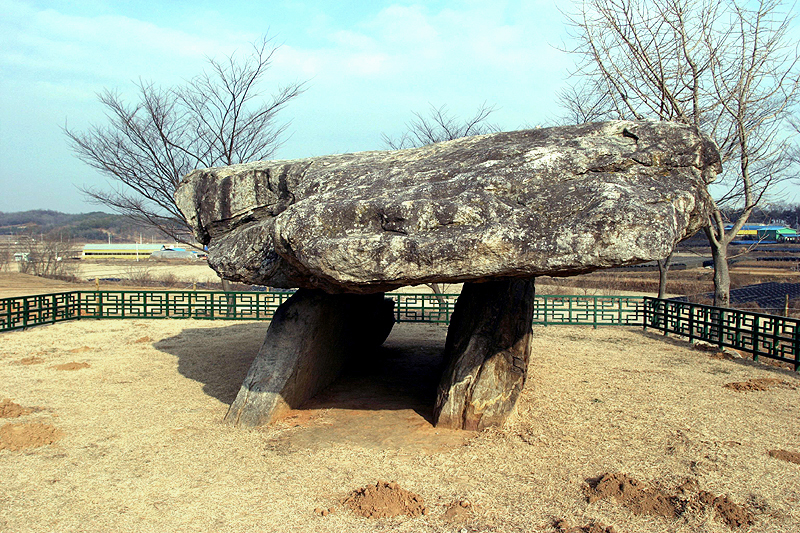
韩国江华支石墓

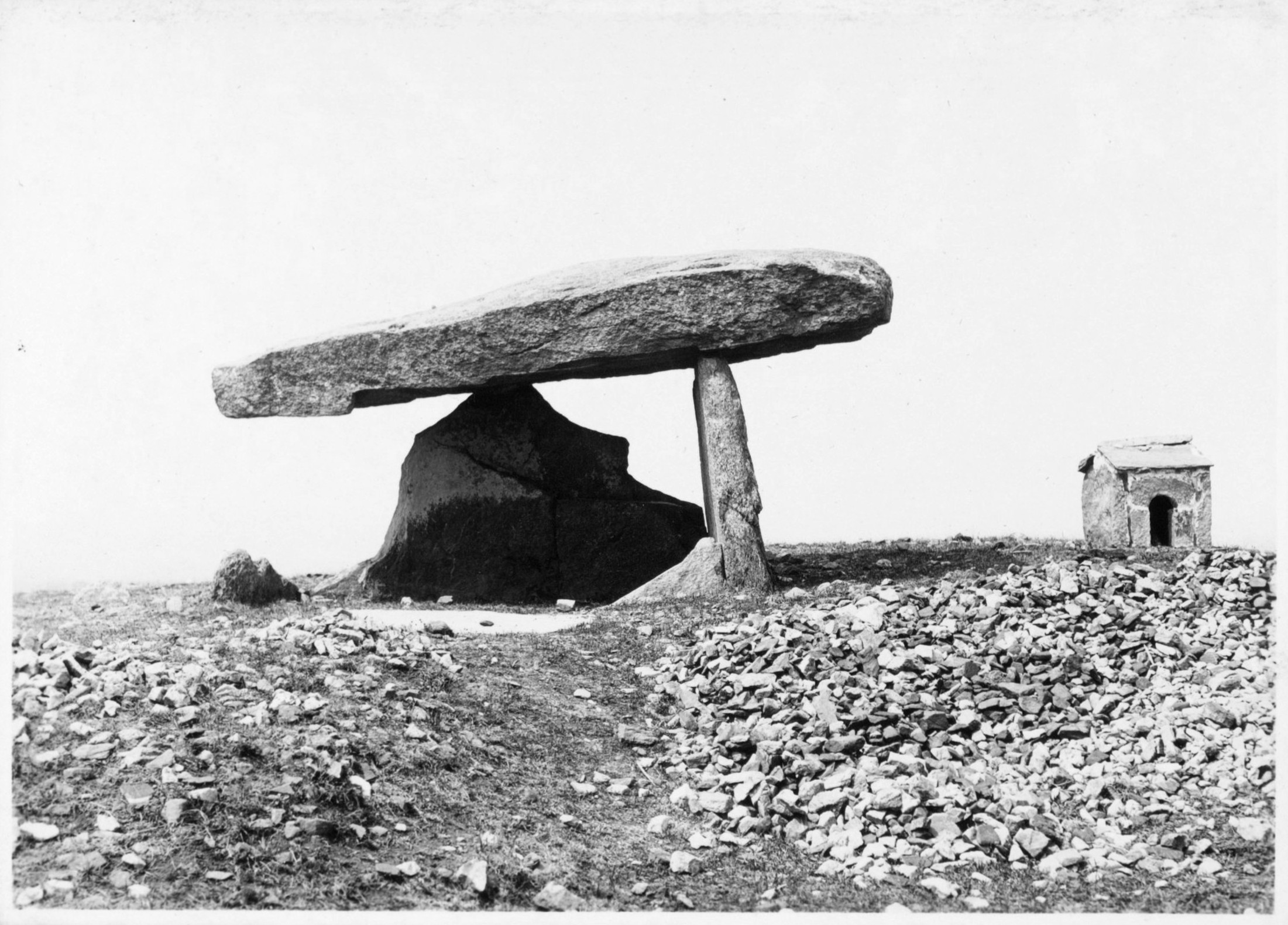
中国大连普蘭店的石棚，1920年代拍摄

石棚又称石棚墓、大石墓、石桌坟、多尔门（英語：dolmen），古称冠石，日本、朝鲜半岛称为支石墓，為史前時代殯葬遺址型態之一，大約外觀形狀都是以數塊巨石放置地上，地面巨石群上方承大型石板以為頂，其架構留置的空間則用作墓室或祭祀場所。

## 分布
石棚主要分布于歐洲、亚洲。
亚洲以朝鲜半岛的支石墓最多。韩国境内已发现近3万座支石墓。高敞、和顺、江华支石墓遗址已指定为世界文化遗产。
在中国大陆，石棚分布于辽宁东部（如石棚山石棚）、浙江东南部（如岩石殿石棚墓）、吉林（如辉发河上游石棚墓）、山东（如杜坡山蛤蟆石、毁于20世纪50年代末的王母山石棚）、四川（如伍合大石墓）、云南（弥渡苴力大石墓）、湖南（零陵黄田铺石棚）等省区。
台灣的台中、宜蘭、桃園、新竹、苗栗、南投、雲林、嘉義、台南、高雄、屏東、花蓮等地有多個小型石棚，由平埔族搭建，用來供奉土地神，其中有許多被漢人改造成土地廟。

## 其它形式
石棚还发展出另外两种墓葬：石隧墓（passage grave）和石廊墓（gallery grave）。